# رسالت (روزنامه)
رسالت روزنامه خبری تحلیلی چاپ صبح تهران است که معمولاً دیدگاه‌های جناح محافظه‌کار جمهوری اسلامی (جامعه روحانیت مبارز و تشکل‌های همسو) را منعکس می‌کند. این روزنامه به صاحب امتیازی بنیاد رسالت، مدیرمسئولی محسن پیرهادی و سردبیری مسعود پیرهادی منتشر می‌شود. از سال ۶۶ تا ۹۷ مرتضی نبوی مدیرمسئول این روزنامه بوده‌ است.

## تاریخچه
تأسیس روزنامه رسالت به سال ۱۳۶۴ بازمی‌گردد که جمعی از مخالفین میرحسین موسوی و اعضای گروه ۹۹ نفر مانند احمد آذری قمی به عنوان صاحب امتیاز، احمد توکلی به عنوان سردبیر و سید مرتضی نبوی به عنوان مدیر مسئول، این روزنامه را برای بازتاب دیدگاه‌های خود منتشر کردند. 
این روزنامه کار خود را در حالی آغاز کرد که  این نشریه سخنگوی و نماینده جناح سیاسی بود که در دولت اول موسوی دارای وزیر بود اما در دولت دوم نماینده‌ای نداشتند و به همین علت انتقاد از سیاست‌های دولت برای آنها آسان‌تر و قابل هضم‌تر بود. اسفند سال ۱۳۶۶ و در بحبوحه جنگ ایران و عراق، انتقادهای شدید این روزنامه از عملکرد دولت (از جمله چاپ سه سرمقاله در سه روز پیاپی در نقد سیاستهای دولت وقت) باعث شد تا سید روح‌الله خمینی رهبر جمهوری اسلامی ایران به منظور جلوگیری از تضعیف روحیه رزمندگان، توزیع آن را در جبهه ممنوع کند. البته محمد کاظم انبارلویی بعدها در گفتگویی منع توزیع این روزنامه از سوی خمینی را رد کرد.
روزنامه رسالت پس از پایان جنگ و در دوره ریاست جمهوری اکبر هاشمی رفسنجانی، نقدهایی بر رد سیاست‌های دولت سازندگی می نوشت و در انتخابات ریاست جمهوری دوره هفتم در سال ۱۳۷۶ به تبلیغ از نامزد جریان اصلی جناح راست سنتی آن زمان و محافظه کار فعلی یعنی علی‌اکبر ناطق نوری می‌پرداخت. لازم به ذکر است که ستون پیام‌های تلفنی این روزنامه یکی از بخشهای پرطرفدار روزنامه بود که خوانندگان بسیاری داشت. از بهار سال ۱۳۷۹ رسالت پس از ۱۵ سال با قطع بزرگ و چاپ عصرگاهی خود خداحافظی کرد و به قطع کوچک و چاپ صبح رجعت نمود.
بعضی از نویسندگان و تحریریه سیاسی این نشریه را نزدیکان حزب مؤتلفه اسلامی تشکیل می‌دهند ولی امیر محبیان دبیر سیاسی رسالت و عضو شورای سردبیری آن که شناخته‌ترین نویسنده آن به‌شمار می‌رفت، خود مؤسس حزب نواندیشان ایران اسلامی شد که حزبی میانه‌رو، مدرن ولی اصولگرا به‌شمار می‌رود، نویسندگانی چون محمدمهدی انصاری، ناصر ایمانی، حنیف غفاری دارای گرایش‌هایی اصولگرایانه ولی با فاصله از حزب مؤتلفه می‌باشند.
در اواخر دهه۸۰ واوایل دهه۹۰ نیز این روزنامه ماهنامه ای تحت عنوان سیاست‌نامه داشت که بیشترین مقالات و یادداشت‌های آن به قلم صدیقه بیگم (راحله) آجودانی از تحلیلگران سیاسی با مشی اصولگرایی و نزدیک به اندیشه‌های حزب موتلفه بود که پس از چندین شماره دیگر منتشر نشد.
محسن پیرهادی که پس از ۳۱ سال مدیرمسئول این روزنامه شده‌است، عضو دوره چهارم شورای شهر تهران بوده‌است و دبیرکل جمعیت پیشرفت و عدالت ایران اسلامی است که نزدیک به محمدباقر قالیباف است.
حشمت‌الله فلاحت‌پیشه دبیر سابق سیاسی خارجی این روزنامه در مجلس دهم نماینده اسلام‌آباد غرب و رئیس کمیسیون امنیت ملی و سیاست خارجی بود.